# Bipiràmide pentagonal allargada
En geometria, la bipiràmide pentagonal allargada és un dels noranta-dos sòlids de Johnson (J16).
Es pot obtenir allargant una bipiràmide pentagonal inserint un prisma pentagonal entre les seves meitats congruents. D'aquí ve el seu nom.
El seu dual és la bipiràmide pentagonal truncada.
Els 92 sòlids de Johnson van ser descrits 1966 per Norman Johnson i els va numerar. No va demostrar que no n'existia més que 92, però va conjecturar que no n'hi havia d'altres. Victor Zalgaller el 1969 va demostrar que la llista de Johnson era completa. S'utilitzen els noms i l'ordre donats per Johnson, i se'ls nota Jxx on xx és el nombre donat per Jonson.

## Desenvolupament pla

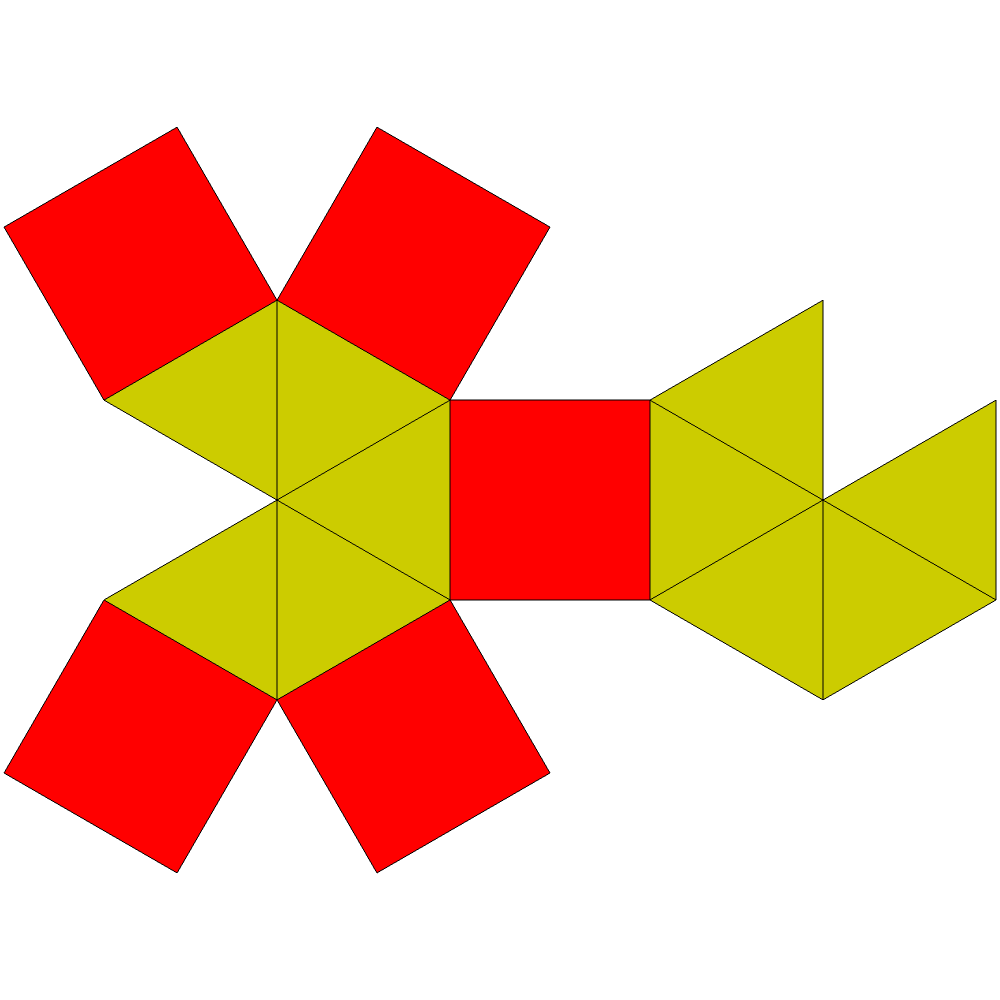
Desenvolupament pla de la bipiràmide pentagonal allargada